# Championnats du monde de ski-alpinisme 2025
Navigation
Édition précédente Édition suivante
Les Championnats du monde de ski-alpinisme 2025, organisés par la Fédération internationale de ski-alpinisme (ISMF), se tiendront à Morgins dans le massif des Dents du Midi en Suisse du 2 au 8 mars 2025. C'est la deuxième fois que la station accueille les mondiaux après l'édition de 2008.
Deux quotas (pour deux skieurs) pour les Jeux olympiques de 2026 sont attribués sur l'épreuve de relais mixte.

## Programme
- Dimanche 2 mars:
  - Ouverture
- Lundi 3 mars: 
  - Relais mixte : Les Crosets
- Mardi 4 mars: 
  - Vertical : Morgins/La Foilleuse
- Mercredi 5 mars:
  - Jour de repos
- Jeudi 6 mars: 
  - Sprint : Morgins/Géant
- Vendredi 7 mars: 
  - Individuel : Morgins/La Foilleuse
- Samedi 8 mars:
  - Course par équipe : Champoussin/Morgins
  - Clôture

## Podiums
| Épreuves           | Or                                                     | Argent                                             | Bronze                                      |
| Hommes             | Hommes                                                 | Hommes                                             | Hommes                                      |
| ------------------ | ------------------------------------------------------ | -------------------------------------------------- | ------------------------------------------- |
| Sprint             | Oriol Cardona Coll                                     | Thibault Anselmet                                  | Jon Kistler                                 |
| Individuel         | Rémi Bonnet                                            | Davide Magnini                                     | Xavier Gachet                               |
| Verticale          | Rémi Bonnet                                            | Maximilien Drion du Chapois                        | Aurélien Gay                                |
| Épreuve par équipe | France- Xavier Gachet - William Bon Mardion            | Suisse- Rémi Bonnet - Aurélien Gay                 | France- Samuel Equy - Mathéo Jacquemoud     |
| Femmes             |                                                        |                                                    |                                             |
| Sprint             | Marianne Fatton                                        | Emily Harrop                                       | Tatjana Paller                              |
| Individuel         | Tove Alexandersson                                     | Axelle Gachet-Mollaret                             | Emily Harrop                                |
| Verticale          | Axelle Gachet-Mollaret                                 | Tove Alexandersson                                 | Sarah Dreier                                |
| Épreuve par équipe | France- Célia Perillat-Pessey - Axelle Gachet-Mollaret | Italie- Alba De Silvestro - Lisa Moreschini        | Italie- Giulia Compagnoni - Ilaria Veronese |
| Mixte              |                                                        |                                                    |                                             |
| Relais mixte       | France- Emily Harrop - Thibault Anselmet               | Espagne- Ana Alonso Rodríguez - Oriol Cardona Coll | Suisse- Marianne Fatton - Robin Bussard     |